# Тактика в альпінізмі
Тактика в альпінізмі — сукупність заходів і дій, що забезпечують досягнення поставленої мети з найменшими витратами сил, коштів, часу і з необхідним ступенем безпеки і відповідного резерву. Наведені нижче поняття прийнято називати тактичними категоріями.
Мета — будь-яка тактична альпіністська концепція полягає в ясно сформульованій меті і завдань, що з неї витікають.
Завдання сходження — для початківців альпіністів це освоєння норм поведінки в горах, які межують з вимогами постулатів; застосування і закріплення початкових навичок в техніці пересування по різному гірському рельєфу; застосування на практиці прийомів безпеки. Для альпіністів, що мають певний рівень підготовки, — виконання розрядних нормативів або участь в змаганнях з альпінізму, досягнення чергового рівня технічної і тактичної підготовленості, придбання психологічних прийомів спілкування в групі, прагнення (і виконання) до максимально високого рівня безпеки здійснюваних сходжень.
Сила — фізичні якості враховуються стосовно специфіки дій під час сходження. Відіграють важливу роль: чергування статичних і динамічних навантажень, їх загальна тривалість, наявність умов для повноцінного відпочинку і відновлення. Динаміка зміни фізичних показників у процесі підготовки і на сходженні — один з показників тренованості всієї групи.
Засоби — організаційне та матеріально-технічне забезпечення альпіністського заходу. Важливо оптимальне поєднання, обґрунтована економія. При підборі спеціального спорядження та екіпіровки слід враховувати їх відповідність цілям і задачам заходу.
Час — це календарні і добові графіки руху, тривалість робочого дня. Одним з вирішальних факторів успіху сходження є тактична швидкість, яка визначається швидкістю тактичної одиниці — зв'язки. Це в першу чергу швидка оперативна робота групи і чергування тактико-технічних прийомів взаємодії, узгодженість і обдуманість дій обох партнерів.
Безпека — ретельність підготовки дає певні гарантії безпеки для учасників заходу. Перш за все слід виділити об'єктивну оцінку майбутніх труднощів задуманого і власних можливостей для його вирішення. Переоцінка останніх, як і недооцінка перших, — джерело багатьох неприємностей в горах.
Резерв — "Правила горосходжень"передбачають поведінку групи в аварійній ситуації, аж до вимушеного припинення сходження, будь-який маневр в цих умовах не звільняє керівника від необхідності збереження резерву сил і засобів, пильності й уваги до самого повернення в базовий табір.
- «Боротьбу виграє той, хто зумів зберегти резерви» — правило, виконання якого ще не приносило шкоди.